# Royal Châtelineau Sport
Dernière mise à jour : 9 février 2011.
Le Royal Châtelineau Sport (ou R. Châtelineau Sport) était un club de football belge localisé à Châtelineau. Fondé en 1925, ce club portait le matricule 511. Ses couleurs étaient Jaune et Noir.
Châtelineau Sport disputa quatre saisons en séries nationales. Un autre club de la même localité, le FC Châtelineau y joua aussi 3 saisons. Le "FC" et "Sport" jouèrent en "nationale" dans la même série en 1934-1935.
Le FC Châtelineau disparut en 1937. Le Châtelineau Sport arrêta ses activités pendant la saison 2009-2010. Un autre club existe encore dans la commune de Châtelineau : l'AS Châtelineau, fondée en 1976 et dont les couleurs sont Jaune et Rouge. Ce club évolue en 4e provinciale du Hainaut (8e niveau).

## Historique
- 1925 : fondation de CHÂTELINEAU SPORT qui s'affilia à l'URSBFA.
- 1925 : fondation de FOOTBALL CLUB CHÂTELINEAU qui s'affilia à l'URSBFA.
- 1926 : CHÂTELINEAU SPORT se vit attribuer le matricule 511. FOOTBALL CLUB CHÂTELINEAU reçut le matricule 515.
- 1931 : FOOTBALL CLUB CHÂTELINEAU (515) accéda pour la première fois aux séries nationales. L'aventure ne dura qu'une saison. Le club y rejoua deux saisons par la suite.
- 1934 : CHÂTELINEAU SPORT (511) accéda pour la première fois aux séries nationales. L'expérience ne dura qu'une saison. Le club y rejoua trois saisons durant la Seconde Guerre Mondiale.
- 1937 : FOOTBALL CLUB CHÂTELINEAU (515) arrêta ses activités. Le matricule 515 fut radié.
- 1956 : CHÂTELINEAU SPORT (511) fut reconnu Société Royale et prit le nom de ROYAL CHATELINEAU SPORT.
- 1976 : Fondation de AS PANAMA ROSELIES qui prit par après le nom de AS CHÂTELINEAU.
- 2009 : ROYAL CHÂTELINEAU SPORT (511) arrêta définitivement ses activités. Le matricule 511 fut radié.

## AS Châtelineau
Le club fut fondé, en 1976, par une bande de copains qui évoluaient jusqu'alors dans des équipes corporatives : le FC Gro (ancien nom des supermarchés "Match") et Les Schtroumpfs. Le club fondé reçut d'abord le nom d'AS Panama Roselies.
Ce club déménagea ensuite à la rue de Montignies à Châtelineau sur le terrain de l'ancien FC Pays-Bas. Le club prit alors le nom d'AS Châtelineau.
Le club se développa petit à petit avec l'apparition d'équipes de jeunes et d'une équipe féminine. Celle-ci atteindra une fois les quarts de finale de la Coupe de Belgique. Cela lui vaudra l'octroi du "Prix du Mérite Sportif" de la commune de Châtelet.
L'AS Châtelineau eut les honneurs du cinéma. En 2004, plusieurs scènes du long métrage Miss Montigny (sorti en 2007) de Miel Van Hoogenbemt, avec  Sophie Quinton et Ariane Ascaride, furent tournées dans les installations du club qui en garde un excellent souvenir.
Le matricule 8289 n'a jamais atteint les séries nationales mais n'en a jamais eu la réelle ambition, préférant rester dans son rôle social et formateur. En 2010-2011, toujours à la recherche de nouveaux bénévoles, le cercle fête fièrement ses 35 ans d'existence.

### Palmares de l'AS Châtelineau
| Saison    | Division         | Classement |
| 2011/2012 | N/A              | N/A        |
| 2010/2011 | 4e Provinciale G | 11e        |
| 2010/2011 | 4e Provinciale H | 11e        |
| 2009/2010 | 4e Provinciale G | 14e        |
| 2008/2009 | 4e Provinciale H | 11e        |
| 2007/2008 | 4e Provinciale G | 14e        |
| 2006/2007 | 4e Provinciale G | 14e        |
| 2005/2006 | 4e Provinciale G | 13e        |
| 2004/2005 | 4e Provinciale D | 14e        |
| 2003/2004 | 4e Provinciale D | 15e        |
| 2002/2003 | 4e Provinciale D | 10e        |
| 2001/2002 | 4e Provinciale C | 16e        |
| 2000/2001 | 4e Provinciale C | 09e        |
| 1999/2000 | 4e Provinciale C | 08e        |
| 1998/1999 | 4e Provinciale C | 11e        |
| 1997/1998 | 4e Provinciale C | 15e        |
| 1996/1997 | 4e Provinciale D | 12e        |
| 1995/1996 | 4e Provinciale D | 12e        |
| 1994/1995 | 4e Provinciale D | 08e        |
| 1993/1994 | 4e Provinciale D | 11e        |
| 1992/1993 | 4e Provinciale E | 16e        |
| 1991/1992 | 4e Provinciale F | 12e        |
| 1990/1991 | 4e Provinciale F | 09e        |
| 1989/1990 | 4e Provinciale F | 09e        |
| 1988/1989 | 4e Provinciale G | 10e        |
| 1987/1988 | 4e Provinciale F | 14e        |
| 1986/1987 | 4e Provinciale F | 10e        |
| 1985/1986 | 4e Provinciale F | 11e        |
| 1984/1985 | 4e Provinciale F | 11e        |
| 1983/1984 | 4e Provinciale F | 09e        |
| 1982/1983 | 4e Provinciale F | 13e        |
| 1981/1982 | 4e Provinciale F | 13e        |
| 1980/1981 | 4e Provinciale F | 14e        |
| 1979/1980 | 4e Provinciale F | 14e        |

### Palmares de l'AS Panama Roselies
| Saison    | Division         | Classement |
| 1978/1979 | 4e Provinciale F | 12e        |
| 1977/1978 | 4e Provinciale G | 12e        |
| 1976/1977 | 4e Provinciale F | 11e        |
| 1975/1976 | 4e Provinciale F | 13e        |

## Classements en séries nationales (Châtelineau Sport)
Statistiques clôturées - club disparu

### Bilan
| Niv | Divisions    | Jouées | Titres | TM Up | TM Down |
| --- | ------------ | ------ | ------ | ----- | ------- |
| I   | 1e nationale | 0      | 0      |       |         |
| II  | 2e nationale | 0      | 0      |       |         |
| III | 3e nationale | 4      | 0      |       |         |
| IV  | 4e nationale | 0      | 0      |       |         |
|     |              |        |        |       |         |
|     | TOTAUX       | 4      | 0      |       |         |

- TM Up= test-match pour départager des égalités, ou toutes formes de Barrages ou de Tour final pour une montée éventuelle.
- TM Down= test-match pour départager des égalités, ou toutes formes de Barrages ou de Tour final pour le maintien.

### Saisons
| Ordre | Saison  | Nom du club         | Niveau                     | Classement final | Remarques         |
| ----- | ------- | ------------------- | -------------------------- | ---------------- | ----------------- |
| 1     | 1934-35 | Châtelineau Sport   | Promotion (D3) série B     | 12e/14           | 'Relégué !'       |
|       |         |                     |                            |                  | séries régionales |
| 2     | 1941-42 | Châtelineau Sport   | Promotion (D3) série C     | 13e/13           |                   |
| 3     | 1942-43 | Châtelineau Sport   | Promotion (D3) série B     | 11e/13           |                   |
| 4     | 1943-44 | Châtelineau Sport   | Promotion (D3) série C     | 13e/14           | 'Relégué !'       |
|       | 2009    | Arrêt des activités | Le matricule 511 disparaît |                  |                   |

| Saison    | Classement | 'Division/Coupe/Championnat                   | Commentaire                                           |
| 2009/2010 | 16e        | 3e Provinciale C                              | ( FFT GENERAL )                                       |
| 2008/2009 | 16e        | 2e Provinciale C                              |                                                       |
| 2008/2009 | 11e        | 4e Provinciale G                              |                                                       |
| 2007/2008 | 14e        | 2e Provinciale C                              |                                                       |
| 2007/2008 | 12e        | 4e Provinciale F                              |                                                       |
| 2006/2007 | Champion   | 3e Provinciale D                              |                                                       |
| 2006/2007 | 10e        | 4e Provinciale F                              |                                                       |
| 2005/2006 | Champion   | 4e Provinciale G                              |                                                       |
| 2005/2006 | 11e        | 4e Provinciale E                              |                                                       |
| 2004/2005 | 06e        | 4e Provinciale D                              |                                                       |
| 2003/2004 | 15e        | 3e Provinciale D                              |                                                       |
| 2002/2003 | 13e        | 3e Provinciale D                              |                                                       |
| 2001/2002 | 10e        | 3e Provinciale D                              |                                                       |
| 2000/2001 | 11e        | 3e Provinciale D                              |                                                       |
| 1999/2000 | Champion   | 4e Provinciale C                              |                                                       |
| 1998/1999 | 15e        | 3e Provinciale D                              |                                                       |
| 1997/1998 | 04e        | 3e Provinciale D                              |                                                       |
| 1996/1997 | 02e        | 3e Provinciale D                              |                                                       |
| 1995/1996 | 04e        | 3e Provinciale D                              |                                                       |
| 1994/1995 | 02e        | 4e Provinciale D                              |                                                       |
| 1993/1994 | 12e        | 4e Provinciale D                              |                                                       |
| 1992/1993 | 09e        | 4e Provinciale E                              |                                                       |
| 1991/1992 | 06e        | 4e Provinciale F                              |                                                       |
| 1990/1991 | 15e        | 3e Provinciale D                              |                                                       |
| 1989/1990 | 16e        | 2e Provinciale C                              |                                                       |
| 1988/1989 | 14e        | 2e Provinciale C                              |                                                       |
| 1987/1988 | 16e        | 1e Provinciale                                |                                                       |
| 1986/1987 | 07e        | 1e Provinciale                                |                                                       |
| 1985/1986 | 10e        | 1e Provinciale                                |                                                       |
| 1984/1985 | Champion   | 2e Provinciale C                              |                                                       |
| 1983/1984 | 04e        | 2e Provinciale C                              |                                                       |
| 1982/1983 | 04e        | 2e Provinciale C                              |                                                       |
| 1981/1982 | 13e        | 2e Provinciale C                              |                                                       |
| 1980/1981 | 08e        | 2e Provinciale C                              |                                                       |
| 1979/1980 | 06e        | 2e Provinciale C                              |                                                       |
| 1978/1979 | 05e        | 2e Provinciale C                              |                                                       |
| 1977/1978 | Champion   | 3e Provinciale D                              |                                                       |
| 1976/1977 | 04e        | 3e Provinciale C                              |                                                       |
| 1975/1976 | 16e        | 2e Provinciale C                              |                                                       |
| 1974/1975 | 02e        | 3e Provinciale C                              |                                                       |
| 1973/1974 | 15e        | 2e Provinciale C                              |                                                       |
| 1972/1973 | 12e        | 2e Provinciale C                              |                                                       |
| 1971/1972 | 12e        | 2e Provinciale C                              |                                                       |
| 1970/1971 | 07e        | 2e Provinciale C                              |                                                       |
| 1969/1970 | 02e        | 2e Provinciale C                              |                                                       |
| 1968/1969 | 12e        | 2e Provinciale C                              |                                                       |
| 1967/1968 | 09e        | 2e Provinciale C                              |                                                       |
| 1966/1967 | 04e        | 2e Provinciale C                              |                                                       |
| 1965/1966 | 02e        | 2e Provinciale C                              |                                                       |
| 1964/1965 | Champion   | 3e Provinciale E                              |                                                       |
| 1963/1964 | 04e        | 3e Provinciale E                              |                                                       |
| 1962/1963 | 15e        | 2e Provinciale C                              |                                                       |
| 1961/1962 | 08e        | 2e Provinciale C                              |                                                       |
| 1960/1961 | 07e        | 2e Provinciale C                              |                                                       |
| 1959/1960 | 14e        | 2e Provinciale C                              |                                                       |
| 1958/1959 | 08e        | 2e Provinciale C                              |                                                       |
| 1957/1958 | 06e        | 2e Provinciale C                              |                                                       |
| 1956/1957 | 14e        | 1e Provinciale                                |                                                       |
| 1955/1956 | 06e        | 1e Provinciale                                |                                                       |
| 1954/1955 | 08e        | 1e Provinciale                                |                                                       |
| 1953/1954 | 13e        | 1e Provinciale                                |                                                       |
| 1952/1953 | 13e        | 1e Provinciale                                |                                                       |
| 1951/1952 | 14e        | 2e Provinciale                                |                                                       |
| 1950/1951 | 04e        | 2e Provinciale                                |                                                       |
| 1949/1950 | Champion   | 2e Regionale C                                |                                                       |
| 1948/1949 | 02e        | 2e Regionale D                                |                                                       |
| 1947/1948 | 05e        | 2e Regionale D                                |                                                       |
| 1946/1947 | 07e        | 2e Regionale C                                |                                                       |
| 1945/1946 |            |                                               | FFT general promotion C ( et en 2 regionale A )       |
| 1944/1945 | 08e        | Coupe de l'entente Hennuyere                  |                                                       |
| 1943/1944 | 13e        | Promotion C                                   |                                                       |
| 1942/1943 | 11e        | Promotion B                                   |                                                       |
| 1941/1942 | 13e        | Promotion C                                   |                                                       |
| 1940/1941 | Champion   | 2e Regionale G                                |                                                       |
| 1939/1940 | 08e        | Championnat du Hainaut                        |                                                       |
| 1938/1939 | Champion   | 2e Provinciale                                |                                                       |
| 1937/1938 | 02e        | 2e Provinciale                                | ( Fusion avec le FC Chatelineau )                     |
| 1936/1937 | 03e        | 2e Provinciale                                |                                                       |
| 1935/1936 | 03e        | 2e Provinciale                                | (Aspirant Promotionnaire)                             |
| 1934/1935 | 12e        | Promotion B                                   |                                                       |
| 1933/1934 | Champion   | 2e Provinciale                                |                                                       |
| 1932/1933 | 06e        | 2e Provinciale                                |                                                       |
| 1931/1932 | 06e        | 2e Provinciale                                |                                                       |
| 1930/1931 | 06e        | 2e Provinciale C                              |                                                       |
| 1929/1930 | 09e        | 2e Provinciale C                              |                                                       |
| 1928/1929 | 04e        | 2e Provinciale B                              |                                                       |
| 1927/1928 | 08e        | 2e Provinciale B                              |                                                       |
| 1926/1927 | Champion   | 3e Provinciale C (A)                          |                                                       |
| 1926/1927 | Champion   | 4e Provinciale H (B)                          |                                                       |
| 1925/1926 | 04e        | 4e Provinciale D (A)                          |                                                       |
| 1925/1926 | 02e        | 4e Provinciale E (B)                          |                                                       |
| 1922/1924 |            |                                               | Léthargie                                             |
| 1921/1922 | 03e        | 1e Division (A)                               | ( Fédération Wallonne des Sports Atlétiques )         |
| 1921/1922 | 12e        | 2e Division (B)                               |                                                       |
| 1918/1921 |            |                                               | Léthargie                                             |
| 1916      | 02e        | 1e Division (A)                               | ( Championnat regional organisé par le SC Charleroi ) |
| 1916      | 04e        | 2e Division (B)                               |                                                       |
| 1915      |            | Championnat Ponsart-Dutilleul                 |                                                       |
| 1915      |            | Championnat Chatelineau Sports                |                                                       |
| 1915      |            | Championnat CS Marcinelle                     |                                                       |
| 1915      |            | Championnat Wallonie                          |                                                       |
| 1915      |            | Match au profit de la caissette du prisonnier |                                                       |
| 1912/1914 |            |                                               | Léthargie                                             |
| 1911/1912 | 12e        | 1e Division                                   | ( Fédération Wallonne des Sports Atlétiques )         |
| 1910/1911 | Champion   | 2e Division (A)                               | ( Fédération Wallonne des Sports Atlétiques )         |
| 1910/1911 | 08e        | 3e Division (B)                               | ( Fédération Wallonne des Sports Atlétiques )         |
| 1910/1911 | 02e        | 3e Division (B)                               |                                                       |

- A  Equipe 1er
- B  Equipe Réserve

## Classements en séries nationales (FC Châtelineau)
Statistiques clôturées - club disparu

### Bilan
| Niv | Divisions    | Jouées | Titres | TM Up | TM Down |
| --- | ------------ | ------ | ------ | ----- | ------- |
| I   | 1e nationale | 0      | 0      |       |         |
| II  | 2e nationale | 0      | 0      |       |         |
| III | 3e nationale | 3      | 0      |       |         |
| IV  | 4e nationale | 0      | 0      |       |         |
|     |              |        |        |       |         |
|     | TOTAUX       | 3      | 0      |       |         |

- TM Up= test-match pour départager des égalités, ou toutes formes de Barrages ou de Tour final pour une montée éventuelle.
- TM Down= test-match pour départager des égalités, ou toutes formes de Barrages ou de Tour final pour le maintien.

### Saisons
| Ordre | Saison  | Nom du club         | Niveau                     | Classement final | Remarques         |
| ----- | ------- | ------------------- | -------------------------- | ---------------- | ----------------- |
| 1     | 1931-32 | FC Châtelineau      | Promotion (D3) série C     | 11e/14           | 'Relégué !'       |
|       |         |                     |                            |                  | séries régionales |
| 2     | 1933-34 | FC Châtelineau      | Promotion (D3) série C     | 10e/14           |                   |
| 3     | 1934-35 | FC Châtelineau      | Promotion (D3) série B     | 13e/14           | 'Relégué !'       |
|       | 1937    | Arrêt des activités | Le matricule 515 disparaît |                  |                   |

| Saison    | Classement | 'Division/Coupe/Championnat | Commentaire                                          |
| 1937/1938 |            |                             | Fusion avec Chatelineau Sports                       |
| 1936/1937 | 14e        | 2e Provinciale              |                                                      |
| 1935/1936 | 05e        | 2e Provinciale              | ( Aspirrant Promotionnaire )                         |
| 1934/1935 | 13e        | Promotion B                 |                                                      |
| 1933/1934 | 10e        | Promotion C                 |                                                      |
| 1932/1933 | 02e        | 2e Provinciale              |                                                      |
| 1931/1932 | 11e        | Promotion C                 | ( Descente en provinciale pour cause de corruption ) |
| 1930/1931 | Champion   | 2e Provinciale C            |                                                      |
| 1929/1930 | 04e        | 2e Provinciale C            |                                                      |
| 1928/1929 | 09e        | 2e Provinciale B            |                                                      |
| 1927/1928 | Champion   | 3e Provinciale C            |                                                      |
| 1926/1927 | 02e        | 3e Provinciale C (A)        |                                                      |
| 1926/1927 | 05e        | 4e Provinciale H (B)        |                                                      |
| 1925/1926 | Champion   | 4e Provinciale E            |                                                      |

- A  Equipe 1er
- B  Equipe Réserve